# Cálamo (mitología)
Cálamo (en griego antiguo: Κάλαμος, Kálamos; 'caña, cálamo, pluma de caña'; en latín: Calamus) es un personaje mitológico griego, hijo del dios fluvial Meandro de Frigia.

## Mitología griega
Era un joven bellísimo y su historia es relatada por Eros en el poema épico titulado las Dionisíacas, de Nono de Panópolis, quien así intenta consolar a Dioniso de la muerte de su amado Ampelo. 
Cuenta una historia trágica, donde se presenta el amor de dos jóvenes, Cálamo y Karpos, hijo del dios Céfiro (el Viento del oeste) y de la ninfa Cloris, y también muy bello. 
Los dos amantes vivían felices en su amor mutuo, hasta que, durante una competición de natación en el río Meandro, Karpos es arrastrado por un viento en contra y muere ahogado. En su dolor desesperado, Cálamo también se dejó ahogar en las aguas de su propio padre, rogando a Zeus que le quitara la vida y lo reuniera con su amante. El dios, tocado por el dolor del joven, le transformó en una planta, como aquellas que habitualmente crecen en las orillas de los ríos y a la que le dio el nombre de 'cálamo', que significa 'caña'.
El susurro del cálamo, al ser zarandeado por el viento, se interpretaba como un suspiro de sus lamentaciones. A Cálamo se le asignó la tarea de sostener la vid contra el viento, mientras que Karpos se transformó en el fruto de los campos, que muere y renace todos los años.